# Spinotarsus magnus
Spinotarsus magnus är en mångfotingart som beskrevs av Kraus 1960. Spinotarsus magnus ingår i släktet Spinotarsus och familjen Odontopygidae. Inga underarter finns listade i Catalogue of Life.